# Lindenfels
Lindenfels är en stad i Kreis Bergstraße i Regierungsbezirk Darmstadt i förbundslandet Hessen i Tyskland. De tidigare kommunerna  Eulsbach, Glattbach, Schlierbach och Winkel uppgick i Lindenfels 31 december 1970, följt av Winterkasten 31 december 1971 samt Seidenbuch 1 augusti 1972.